# Élethosszig tartó tanulás
A lifelong learning, azaz az egész életen át tartó tanulás „Minden, életünk során folytatott olyan tanulási tevékenység, melyet a tudás, a készségek és kompetenciák fejlesztésének céljával folytatunk egyéni, állampolgári/civil, társadalmi és/vagy foglalkoztatási perspektívában.”  Ez azt jelenti, hogy a lifelong learning fogalma magában foglal minden tanulást, művelődést, ismeret- és tapasztalatszerzést, amely az óvodás kortól a felsőoktatáson át egészen életünk végéig történik. Célja alapvetően a kulcskompetenciák és alapkészségek, képességek kialakítására, megszerzésére irányul az együttműködés készségének elsajátítása, fejlesztése mellett.A piacgazdaság ugrásszerű fejlődésének köszönhetően a versenyképesség alapvető feltételévé vált a folyamatos fejlődés, a naprakész tudás, elkerülhetetlenné vált az élethosszig tartó tanulás. Ehhez nagymértékben hozzájárult a digitális technológiai innováció, mely hétköznapi helyzetekben is folyamatos tanulásra készteti a felhasználókat. A csak az iskolarendszerben elsajátított tudás kevésnek bizonyult a munkaerőpiaci igényekhez képest.

## Kulcskompetenciák azEurópa Tanácsmeghatározása szerint
- anyanyelven történő kommunikáció;
- idegen nyelven folytatott kommunikáció;
- matematikai kompetencia és alapvető kompetenciák a
- természet- és műszaki tudományok terén;
- digitális kompetencia;
- a tanulás elsajátítása;
- szociális és állampolgári kompetenciák;
- kezdeményezőkészség és vállalkozói kompetencia;
- kulturális tudatosság és kifejezőkészség.

Nélkülözhetetlen, hogy az egyén képes legyen önállóan tanulni, másokkal együtt élni és dolgozni a megszerzett tudás birtokában. Fontos megjegyezni, hogy az egyes életkori szakaszokban lévő embereknél különböző módszerek, minták alkalmazása szükséges, az eltérő tudásszintek és képzési, tanulási szükségletek figyelembe vételével. Az általános iskolás korú gyereknél éppúgy fontos az együttműködési készségek fejlesztése, mint a felnőttképzésben, habár természetesen másféle megvilágításban. Az együttműködés alapja az egyén önismeretének, önértékelő képességének kialakulása és a változásra, változtatásra való hajlam kifejlődése.

## A lifelong learning és a felnőttoktatás kapcsolata
A piacgazdaság folyamatos fejlődésének köszönhetően a munkavállalók korszerű szakképzettsége, illetve a munkaerő-piaci igényeknek megfelelő szakmai felkészültsége napjainkra elengedhetetlenné vált. A versenyképesség alapfeltétele lett a folyamatos fejlődés, haladás, innováció. Kevésnek bizonyul az egyszer már megszerzett tudás, ismeret, elkerülhetetlenné válik az állandó, egész életen át tartó tanulás. A globálisan ható problémák mellett ehhez a tanuló társadalom fogalmának megjelenése, a tanulási kedv nagyarányú megnövekedése is hozzájárul. Nem lényegtelen az a körülmény sem, hogy munkakörülmények gyökeresen megváltoznak, a foglalkoztathatóság lecsökkenése ellen tenni kell, a foglalkoztatottság válsága megoldásra szorul. A munkán kívüli szerepek átalakulnak, a társadalmi tőke, a társadalmi szerepek átrendeződnek és előtérbe kerül a környezettudatos magatartás. A hazai gazdasági kihívások mellett a nemzetközi, globális elvárásoknak is meg kell felelni.
A csak iskolarendszerben történő tanulmányok kevésnek bizonyulnak ahhoz, hogy az egyén a munkaerőpiac igényeinek megfeleljen. Szakképzettség, illetve érettségi nélkül ma már szinte lehetetlen elhelyezkedni. Könnyen észrevehető ez a nagyszámú munkanélküliség képzettségének vizsgálatakor. A munkahelyet nem elég csak megszerezni, azt meg is kell tartani, folyamatosan meg kell felelni a foglalkoztató elvárásainak. A fejlődő gazdaságban az ismeretek folyamatos felújítására, frissítésére, a mindig naprakész dolgozók hatékony munkájára van szükség.
A tanulás döntő szakasza a felnőttkorra helyeződik át, ebből adódóan az emberi erőforrásokba történő legfontosabb beruházást a felnőttkori tanulás, a felnőttképzés jelentheti. Az UNESCO 1997. évi hamburgi V. Nemzetközi Felnőttoktatási Konferenciájának záró dokumentuma így fogalmazta meg a felnőttoktatás fogalmát: „A felnőttoktatás jelenti azoknak a tanulási folyamatoknak az összességét, legyenek azok iskolarendszerűek, vagy mások, amelyek által az emberek- akiket felnőttnek tekint az a társadalom, amelyhez tartoznak- fejlesztik képességeiket, gazdagítják tudásukat, magasabb szintre emelik szakmai, technikai képzettségüket, vagy amely által új irányba fordulnak, hogy egyéni és társadalmi szükségleteiket kielégítsék.”
Nem csak az iskolarendszerű oktatást nevezhetjük felnőttoktatásnak, ide tartozhat az iskolarendszeren kívüli, a non-formális és az informális tanulás is, minden elméleti és gyakorlati tanulás, amihez a mai társadalomban hozzáférhetünk. Ezen hozzáférhetőség érvényesülését mindenki számára a saját adottságai, a jogi keretek és az objektív feltételek szerint biztosítani kell, különös tekintettel a támogatásra szorulókra. Elengedhetetlen viszont az is, hogy az egyén együttműködésével hozzájáruljon saját életminőségének javításához, vagyis éljen a számára felkínált lehetőségekkel.

## A tanulás színterei
Lifelong Learning - Tanulás az élet minden szakaszában (LLL). Egy fogalom, amely a tanuláshoz kapcsolódik és irányt ad annak. Legyen szó gyermekről vagy felnőttről, az élethosszig tartó tanulás életünk része lesz. Mindnyájan részt veszünk valamilyen tanulási folyamatban a kérdés csupán az, hogy mi motivál arra, hogy tanuljunk. Az európai uniós meghatározás szerint a tanulás vertikális dimenzióját meghatározó elem.
Lifewide Learning - Az élet teljes körére kiterjedő tanulás (LWL). A tanulás vertikális dimenzióját megtestesítő (LLL) szakasz mellett a LWL a tanulás horizontális dimenziójú kiterjesztése. Ez az élet teljes szélességét átfogó, az élet egészére kiterjedő tanulásként értelmezhető.
Learning Society - Tanuló társadalom - Learning Society - Tanuló társadalom - A második esély iskolái. Oktatáson és képzésen keresztül egy új lehetőségek felkínálása azoknak a már nem iskolaköteles korú fiataloknak, akik nem rendelkeznek megfelelő készségekkel vagy képzettséggel ahhoz, hogy sikerrel beléphessenek a munkaerőpiacra vagy a felsőoktatásba.